# 토마스 브롤린
페르 토마스 브롤린(스웨덴어: Per Tomas Brolin, 1969년 11월 19일 ~ )은 스웨덴의 전 축구 선수이며, 포지션은 공격수 및 미드필더이다. 드리블과 패스 능력으로 인해 유명세를 떨쳤으나, 선수로 활동하는 동안 많은 부상을 겪었다.
1984년 스웨덴의 네스비켄 IK에서 데뷔했으며, 이후 GIF 순스발, IFK 노르셰핑 등을 거쳐 1990년 이탈리아 세리에 A의 파르마 AC로 이적하였다. 이적 이후에는 주전을 차지해 좋은 활약을 보였으며, 팀의 1991-92 시즌 코파 이탈리아 우승 및 1992-93 시즌 UEFA 컵위너스컵 우승, 1994-95 시즌 UEFA컵 우승, 1993 시즌 UEFA 슈퍼컵 우승 등에 공헌하였다. 하지만 1994년 11월 16일에 있었던 헝가리와의 UEFA 유로 1996 예선 경기에서 다리 부상을 입어 1994-95 시즌 팀의 경기에 거의 출전하지 못하였다. 시즌 종료 이후 팀에 흐리스토 스토이치코프가 영입되어 주전 자리를 잃었으며, 1995년 잉글랜드 프리미어리그의 리즈 유나이티드 FC로 이적하였다. 하지만 과체중 등으로 인해 자기 관리에 실패하여 별다른 활약을 보이지 못하다 FC 취리히 및 전 소속팀인 파르마 AC 등으로 임대를 떠났으며, 결국 1998년 크리스털 팰리스 FC로 팀을 옮겼다. 그 뒤 시즌이 종료되자 스위덴으로 복귀해 후딕스발 ABK에 입단했으며, 골키퍼로 한 경기를 소화한 뒤 선수 은퇴를 선언하였다.
또한 1990년 스웨덴 축구 국가대표팀에 정식으로 데뷔한 뒤, 1995년까지 총 47경기에 출전했으며, 1990년 웨일스와의 친선경기에서 국가대표팀 데뷔골을 넣었다. 그리고 1990년 FIFA 월드컵과 UEFA 유로 1992, 1994년 FIFA 월드컵, 1992년 하계 올림픽 등 각종 대회에 참가했으며, UEFA 유로 1992에서 3골로 대회 최다득점자에 오르며 팀의 UEFA 유로 4강을 이끌었고, 1994년 FIFA 월드컵에서 올스타 팀에 선정되는 등 뛰어난 활약을 보이며 팀의 FIFA 월드컵 3위에 기여한 뒤 그 해 발롱도르 시상식에서 게오르게 하지와 함께 공동 4위에 이름을 올리기도 했다.
은퇴 이후 고향인 스웨덴에서 요식업 사업가 및 진공 청소기 판매원 등으로 활동했으며, 2006년부터 포커 선수로 활동하며 2007년 월드 시리즈 오브 포커 등에 출전하였다.